# Invasion de Gozo
L’invasion de Gozo en juillet 1551 voit une flotte ottomane envahir l'île de Gozo (appartenant à l'archipel maltais) et réduire en esclavage la quasi-totalité de ses habitants.

## Le Contexte
Les Hospitaliers de l'ordre de Saint-Jean de Jérusalem s'installent à Malte en 1530, chassés de Rhodes par l'avancée des troupes ottomanes. Ils s'empressent de fortifier l'île pour en faire un bastion fortifié au centre de la mer Méditerranée afin de poursuivre leur combat contre les Turcs. Mais 21 ans après leur arrivée, les travaux de fortification sont encore loin d'être achevés, seuls Il-Birgu et le fort Sant'Angelo sont réellement défendus. Le grand maître de l'Ordre est l'Espagnol Juan de Homedes depuis 1536.
Les Turcs avaient déjà mené des attaques antérieures sur Gozo notamment en 1544.

## L'invasion manquée de Malte
Le 30 avril 1551, une flotte ottomane commandée par le corsaire Dragut débarque dans la baie de Marsamxett dans île de Malte, et ravage les villages désertés par leurs habitants,. Le 13 juillet, Dragut est renforcé par les troupes et la flotte de Salah Raïs et Sinan Pacha. Il s'agit sans doute moins d'une véritable tentative d'invasion que de tester les défenses des Chevaliers.
La force turque se dirige tout d'abord vers Il-Birgu et le fort Sant'Angelo. Se rendant compte qu'ils n'ont pas les moyens d'un tel siège, les Turcs se retournent ensuite vers la vieille ville fortifiée de L-Imdina, en brûlant les villages sur leur chemin. Mais Nicolas Durand de Villegagnon parvient à convaincre les habitants des environs de se rassembler à l'intérieur des remparts de la vieille ville et de la défendre. Là encore, les Ottomans reculent devant la résistance conjointe des Chevaliers et des Maltais.

## L'Invasion de Gozo
Le 24 juillet 1551, Les Turcs rejoignent leurs navires à Marsamxett et se dirigent alors vers l’île de Gozo, qu'Homedes avait obstinément refusé de défendre, malgré les mises en garde de Villegagnon.
La citadelle de Gozo ne tient pas longtemps face aux canons turcs et Gelatian de Sessa, le gouverneur de Gozo, capitule rapidement. En trois jours, jusqu'au 26 juillet, la quasi-totalité des habitants de l'île, c'est-à-dire entre 6 000 à 7 000 Gozitains, sont emmenés en esclavage, y compris le gouverneur.

## Prise de Tripoli
Sinan Pacha se dirige alors vers Tripoli (alors tenu par les Hospitaliers) dont il s'empare le 15 août 1551.

## Conséquences

### Politiques et militaires
À Malte, Le grand maître d'Homedes est critiqué pour son imprévoyance et surtout sa cruauté quand il n'a pas hésité à renvoyer les Gozitanes venues chercher refuge en barque dans la grande île de Malte. Les désaccords resurgissent entre les chevaliers français et espagnols et certains contestataires sont emprisonnés. Surtout, la puissance des Ottomans apparaît difficile à contrer. C'est dans une atmosphère de défaitisme que le Français Claude de La Sengle est élu en 1553. Il lui faudra faire preuve d'énergie pour accélérer les fortifications et préparer la prochaine attaque ottomane.
Du côté ottoman, l'attaque n'est qu'un demi-succès. Ils vont donc préparer une attaque de bien plus grande ampleur pour tenter d'enlever l'archipel maltais aux Chrétiens. Ce sera Grand Siège de Malte de 1565.

### Sur la démographie
L'invasion est la pire qu’ait connue l'île de Gozo, après celle de 870 (encore contestée), puisqu'elle perd ainsi la quasi-totalité de sa population, ne laissant qu'une quarantaine de vieillards. Sur les 5 000 à 7 000 déportés, seuls quelques centaines parviendront à s'enfuir, et bien moins encore verront leur liberté rachetée par rançon.
Gozo est abandonnée un temps par les Chevaliers qui se concentrent sur la défense de l'île principale. Ce n'est qu'après la victoire chrétienne du Grand Siège de Malte de 1565 que Gozo sera recolonisée, principalement à partir de quelques Gozitains rescapés, de Siciliens, puis de Maltais de l'île principale. Il faudra environ 150 ans pour que la démographie gozitane retrouve ses valeurs d'avant 1551.
Même sur l'île principale de Malte, les dégâts furent importants et un déclin démographique sera observé pendant plusieurs décennies.